# 中共中央华北局
中共中央华北局是负责华北地区的党的领导机构。 

## 1948年至1954年的华北局
1948年5月9日，晋察冀中央局和晋冀鲁豫中央局合并组建中共华北中央局。
- 第一书记刘少奇（中共中央工委书记兼）/薄一波（1949-1954）
- 第二书记薄一波/聂荣臻(1949—1953.6)/王从吾(1953.6—1954)
- 第三书记聂荣臻/刘澜涛(1949—1953.6)/刘秀峰(1953.6—1953.9)。
- 第四书记张磐石(1953.6—1954)
- 副书记
  - 刘秀峰（1952.8--1954.8）
  - 张磐石（1952.8--1953.6）
  - 王从吾（1952.8--1954.8）

常务委员：乌兰夫（1952.5--1954.8）、张苏（1953.7--1954.8）
- 委员有董必武、徐向前、彭真、滕代远、黄敬等。
- 秘书长
- 副秘书长
- 组织部
- 宣传部
- 政策研究室
- 社会部
- 城工部/城市工作委员会（48.7组建）/统战部：部长/书记刘仁，委员杨英、萧明、张秀岩、丘金、荣高棠。1948年1月，冀中区党委城工部并入晋察冀中央局城工部，对外称“华北建设公司”，驻沧县韩盛庄。4月迁驻泊头胜利街北头。1948年5月，华北局成立，设城工部。7月又设华北局城工委员会。1948年秋冬，上海局平津工作委员会、山东分局渤海区党委天津工作委员会（沧县，书记傅文坛）、冀东区党委城工部（唐伯负责，天津工委书记于文）都归华北局城工委领导，但基层工作中保持原来的组织领导形式不变。杨英负责天津的城工。1948年12月华北局决定城工部机关六成被派往北平，四成被派往天津，参加平、津两市的接管工作。12月15日凌晨，去北平的由刘仁带队，前往保定集中待命；去天津的由杨英、于致远带队，到天津以西的胜芳镇集中待命。
  - 第一室包括总务、招待、交通等科
  - 学运室（平津学生运动委员会）：主任荣高棠，委员路达、孙国梁、崔月犁等。
  - 工运室（平津工人运动委员会）：主任萧明，副主任李振刚，委员于致远等。
  - 研究室
  - 组织室：管理地下党组织，负责人陈池
  - 统战室
  - 第七室包括电台、机要、化装、政治交通。
  - 文化工作委员会：书记张文松，委员曾平
    - 北平市戏剧团体联合会（“剧团”）
- 农村工作部（1952.8）：
- 财经工作委员会（1951.1-1952.2）
- 工业部（1953.9-1954.8）
- 纪律检查委员会（1949.10-1954.8）
- 宗教问题委员会（1951.2-1954.8）
- 保密委员会（1951.3-1954.8）
- 编制委员会（1951.6-1954.8）
- 新华社华北总分社
- 建设杂志编辑室
- 妇女工作委员会（1952.2-1954.8）
- 企业委员会（1951.8-1954.8）
- 华北党校

1948年12月15日，中共中央复电华北局，任命黄克诚、黄敬、黄火青、许建国、张友渔、黄松龄、吴砚农、丘金、杨英等人为天津市委委员，黄克诚为书记，黄敬为第一副书记，黄火青为第二副书记；黄克诚、黄敬为天津市军管会正副主任；黄敬为天津市人民政府市长，张友渔为副市长。
1954年4月27日根据中共中央政治局扩大会议关于撤销大区一级党政机构的决定取消华北局。

## 1960年至1966年的华北局
1960年7月北戴河工作会议拟定恢复各中央局。1960年9月中央政治局会议决定成立各中央局。1960年11月2日中共中央任命李雪峰为华北局第一书记。1961年1月18日，中共八届九中全会批准了1960年9月中央政治局关于成立六个中央局的决定。
第一书记李雪峰兼北京军区第一政委、第二书记乌兰夫兼内蒙古区委第一书记、 第三书记林铁兼河北省委第一书记。
书记处书记：
- 北京市委第二书记刘仁
- 山西省委第一书记陶鲁笳
- 李立三
- 北京军区政委廖汉生
- 河北省委书记处书记解学恭

书记处候补书记：
- 苏谦益
- 朱理治
- 张邦英
- 北京市委书记处书记邓拓

此后陆续增补华北局书记处书记刘子厚（1961.9，河北省委书记处书记）、苏谦益（1961.10，内蒙古区委书记）、池必卿（1961.10，山西省委书记处书记）、卫恒（1965.11，山西省委书记处书记，山西省长）、杨勇（1965.11，副总参谋长兼北京军区司令员）、朱理治（1965.11-），候补书记黄志刚。1966年，华北局被取消。
- 办公厅
- 组织部
- 宣传部
- 计划委员会
- 经济委员会
- 农村工作办公室
- 财贸工作办公室
- 科委主任李华